# Парусник Улисс
Парусник Улисс (лат. Papilio (=Achillides) ulysses) — дневная бабочка из семейства парусников (Papilionidae).

## Описание

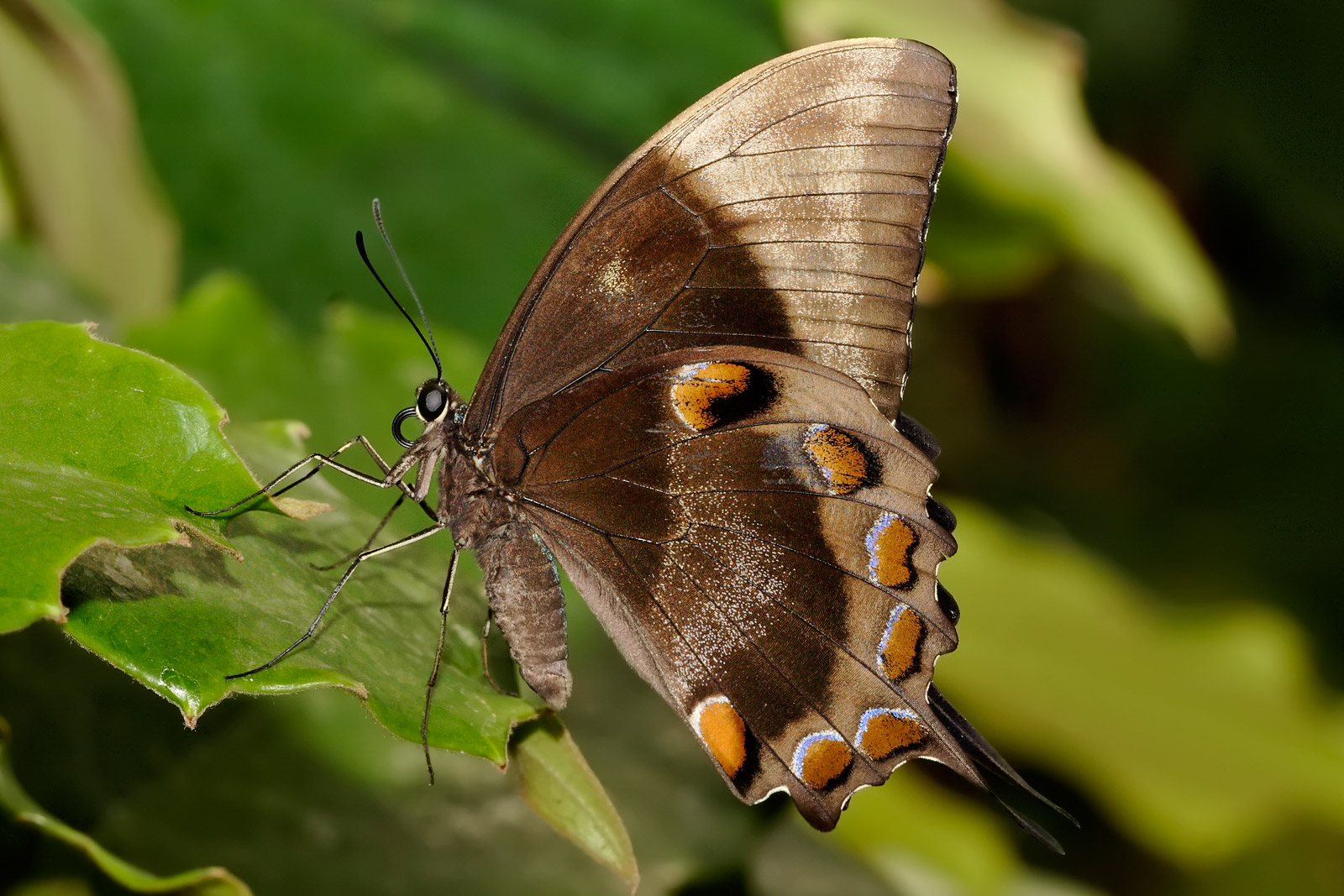
Нижняя сторона крыльев

Размах крыльев до 140 мм. Основной фон крыльев чёрный, у самца с крупными полями, цвет которых варьирует у разных подвидов от ярко голубого до синего и тёмно-синего. По краю крыльев идет широкая кайма черного цвета, ширина которой варьирует у различных подвидов. Нижние крылья с хвостиками, заканчивающимися небольшими расширениями.
Фон крыльев самки более светлый с коричневым оттенком, по краю нижних крыльев проходят крупные расплывчатые пятна серебристо-голубого цвета.

## Ареал
Зондский архипелаг, Новая Гвинея, Соломоновы острова, Северная Австралия, Молуккские острова, Новая Англия, Индонезия. В горах поднимается на высоты до 800 м над уровнем моря.

## Поведение
Самцы активны в первую половину дня, самки — во вторую. Пугливы. Самцы часто образуют скопления по берегам водоемов, на влажных почвах, где они поглощают минеральные соли.

## Гусеница

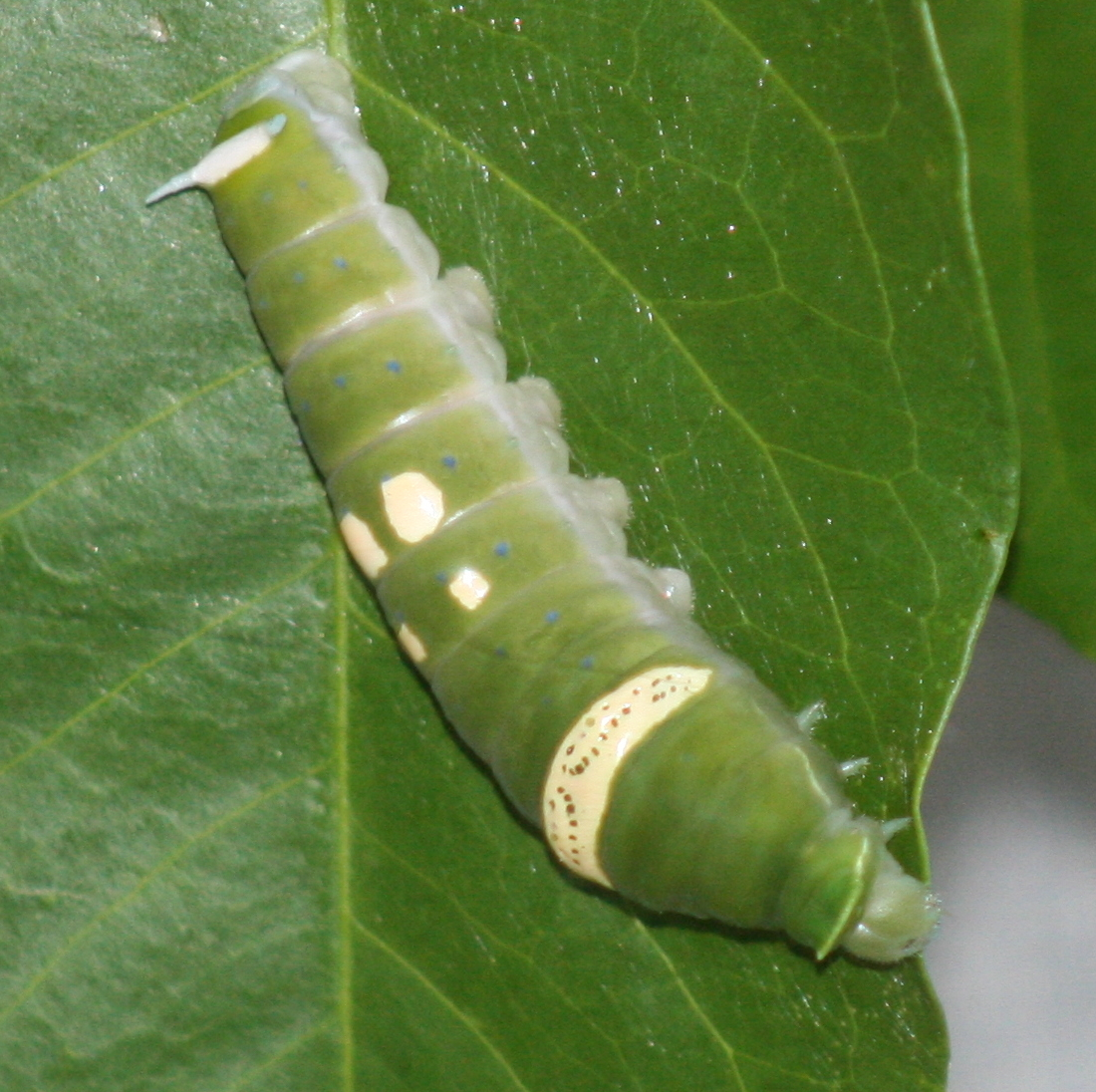
Гусеница

Кормовые растения: Citrus, Evodia, Cinnamomum camphora, Acradenia euodiiformis, Acronychia vestita, Citrus limon, C. paradisi, C. sinensis, C. spp., Euodia bonwickii, E. elleryana, E. micrococca, E. vitiflora, E. spp., Evodiella muelleri, Geijera paniculata, G. salicifolia, Halfordia scleroxyla.

## Подвиды
- Papilio ulysses ambiguus — Новая Британия, Новая Ирландия, Duke of York Island
- Papilio ulysses ampelius — Buru
- Papilio ulysses autolycus — Новая Гвинея
- Papilio ulysses dohertius — Obi
- Papilio ulysses gabrielis — Bougainville, Shortland Is.
- Papilio ulysses georgius — New Georgia
- Papilio ulysses joesa — Австралия, Квинсленд
- Papilio ulysses melanotica — о. Admiralty
- Papilio ulysses morotaicus — Morotai I.
- Papilio ulysses nigerrimus — Morotai I.
- Papilio ulysses orsippus — Архипелаг Бисмарка (Bismarck Archipelago)
- Papilio ulysses oxyartes — Aru
- Papilio ulysses telegonus — Bachan, Ternate, Halmahera
- Papilio ulysses telemachus — Trobriand, Fergusson, Goodenough
- Papilio ulysses ulysses — Seram isl., Ambon isl.